# Kamarhati
Kamarhati è una suddivisione dell'India, classificata come municipality, di 314.334 abitanti, situata nel distretto dei 24 Pargana Nord, nello stato federato del Bengala Occidentale. In base al numero di abitanti la città rientra nella classe I (da 100.000 persone in su).

## Geografia fisica
La città è situata a 22° 40' 16 N e 88° 22' 29 E e ha un'altitudine di 14 m s.l.m..

## Società

### Evoluzione demografica
Al censimento del 2001 la popolazione di Kamarhati assommava a 314.334 persone, delle quali 168.633 maschi e 145.701 femmine. I bambini di età inferiore o uguale ai sei anni assommavano a 27.941, dei quali 14.259 maschi e 13.682 femmine. Infine, coloro che erano in grado di saper almeno leggere e scrivere erano 241.145, dei quali 135.786 maschi e 105.359 femmine.